# (51) Nemausa
(51) Nemausa és l'asteroide núm. 51 de la sèrie, descobert a Nimes el 22 de gener del 1858 per l'A. Laurent qui mai més va fer cap altre descobriment relacionat amb els asteroides i de qui no se'n sap gaire cosa.
El descobriment es feu emprant l'observatori privat d'en Benjamin Valz poc després que aquest marxés com a nou director de l'Observatori de Marsella. L'adreça d'aquest observatori a Nimes és al 32 de la "Rue Nationale" on es va col·locar una placa commemorativa vers el descobriment.